# Parafia Matki Bożej Nieustającej Pomocy i Chrystusa Króla w Zagrodnie
Parafia Matki Bożej Nieustającej Pomocy i Chrystusa Króla w Zagrodnie – parafia rzymskokatolicka w dekanacie złotoryjskim w diecezji legnickiej. Kościół parafialny mieści się pod numerem 172 w Zagrodnie.

## Otoczenie kościoła
Rozległy cmentarz okalający kościół (obydwa obiekty są wpisane na listę Narodowego Instytutu Dziedzictwa), został założony w XIV wieku. Jego ozdobą jest klasycystyczna kaplica grobowa rodu von Reibnitzów z końca XVIII stulecia oraz dwa kamienne sarkofagi. Renowacja kościoła i kaplic trwała w latach 1980–2014.
Do 2017 roku proboszczem był ks. kanonik Roman Zoń, żołnierz Wojska Polskiego w stanie spoczynku.